# Coupvray
Coupvray (wym. [kuvʁɛ]) – miejscowość i gmina we Francji, w regionie Île-de-France, w departamencie Sekwana i Marna.
Według danych na rok 1990 gminę zamieszkiwało 2280 osób, a gęstość zaludnienia wynosiła 282 osób/km² (wśród 1287 gmin regionu Île-de-France Coupvray plasuje się na 459. miejscu pod względem liczby ludności, natomiast pod względem powierzchni na miejscu 481.).
W Coupvray urodził się Louis Braille.